# 费尔德
费尔德（德語：Felde，發音：[ˈfɛldə] ⓘ）是德国石勒苏益格-荷尔斯泰因州伦茨堡-埃肯弗德县的市镇，面积13.88平方千米，2023年12月31日人口为2,093人。